# Федеральный сенат Бразилии
Федеральный сенат (порт. Senado Federal) — верхняя палата Национального конгресса Бразилии. Федеральный сенат состоит из 81 сенаторов — по трое сенаторов от каждого из 26 штатов, а также от Федерального округа, избираемых непосредственно населением на срок 8 лет.

## Полномочия
Федеральный сенат Бразилии имеет очень широкие законодательные и контрольные функции на федеральном уровне, делегированные ему Конституцией Бразилии. Федеральный сенат:
- предлагает и принимает законы, которые подлежат утверждению Палатой депутатов;
- одобряет или отклоняет законы, предложенные и утвержденные Палатой депутатов;
- одобряет или не одобряет законопроекты, предложенные Президентом страны;
- инициирует начало процедуры изменения Конституции;
- подтверждает и проводит судебный процесс по обвинениям в измене против Президента Бразилии, вице-президента и министров;
- начинает производство в отношении магистратов в Верховный федеральный суд Бразилии, против членов Национального судебного совета, в отношении членов Совета прокуратуры, против Главного прокурора и Главного адвоката Союза, как и против высшего командного состава вооруженных сил Бразилии;
- одобряет или не одобряет предложенные Президентом кандидатуры: магистратов в высшие суды, Генерального прокурора, Генерального адвоката и директора Национального банка;
- выбирает членов Совета Республики;
- имеет широкие контрольные полномочия на расходование федеральных средств.

Нынешним председателем сената является Родригу Пашеку от партии «Демократы» — Минас-Жерайс.

## Выборы в Федеральный сенат
На выборах в Федеральный сенат проводятся по мажоритарной системе, одновременно во всех штатах и Федеральных округах Бразилии. Каждый штат и федеральный округ выбирают по трое сенаторов на срок от восьми лет, как одну треть состава Федерального сената производится после истечения первых четырёх лет законодательного срока Палаты.

### Условия избрания
Согласно конституции страны каждый кандидат в сенаторы должен отвечать следующим условиям:
- это бразильский гражданин по происхождению
- быть политически правоспособен
- быть зарегистрирован в качестве кандидата на выборах сенаторов
- быть резидентом штата, в котором баллотируется на пост сенатора
- не занимать другие должности в общественном или частном секторе, как и в Вооруженных силах страны
- быть членом политической партии
- быть выдвинут от политической партии
- не младше 30 лет

Согласно определению Верховного федерального суда Бразилии во время своего срока сенаторы не имеют права менять партийную принадлежность, что до недавнего времени было частой практикой, нарушало установленное распределения мест в палате представителей, и представляло собой обход воли избирателей.
С момента своего избрания сенаторы пользуются полным судебным иммунитетом против судебного преследования по поводу своих мнений, слов и способ голосования. По составам преступлений общего характера член палаты может быть судим только Верховным федеральным судом Бразилии, после разрешения Сената, принятым большинством голосов остальных его членов.

## Состав
- Бразильское демдвижение (2010-16, 2014-5) -П
- Демтрудпартия (2010-2, 2014-4) П
- БСДП (2010-5,2014-4) ПО
- Демократы (2010-2,2014-3) ПО
- БСП (2014-3) ЛО
- Рабочая партия (2010-11, 2014-2) П
- СДП (2014-2) П
- Лейбористы (2010-1, 2014-2) ПО
- Прогрессивная партия (2010-3, 2014-1) П
- Республиканцы (2010-3, 2014-1) П
- Социалисты (2010-3) П
- СХП (2010-1) П
- Компартия (2010-1) П
- БРП (2010-1) П
- СНП (2010-1) ПО
- Партия национальной мобилизации (2010-1) ПО
- Социализм и свобода (2010-2) П